# 新克寧

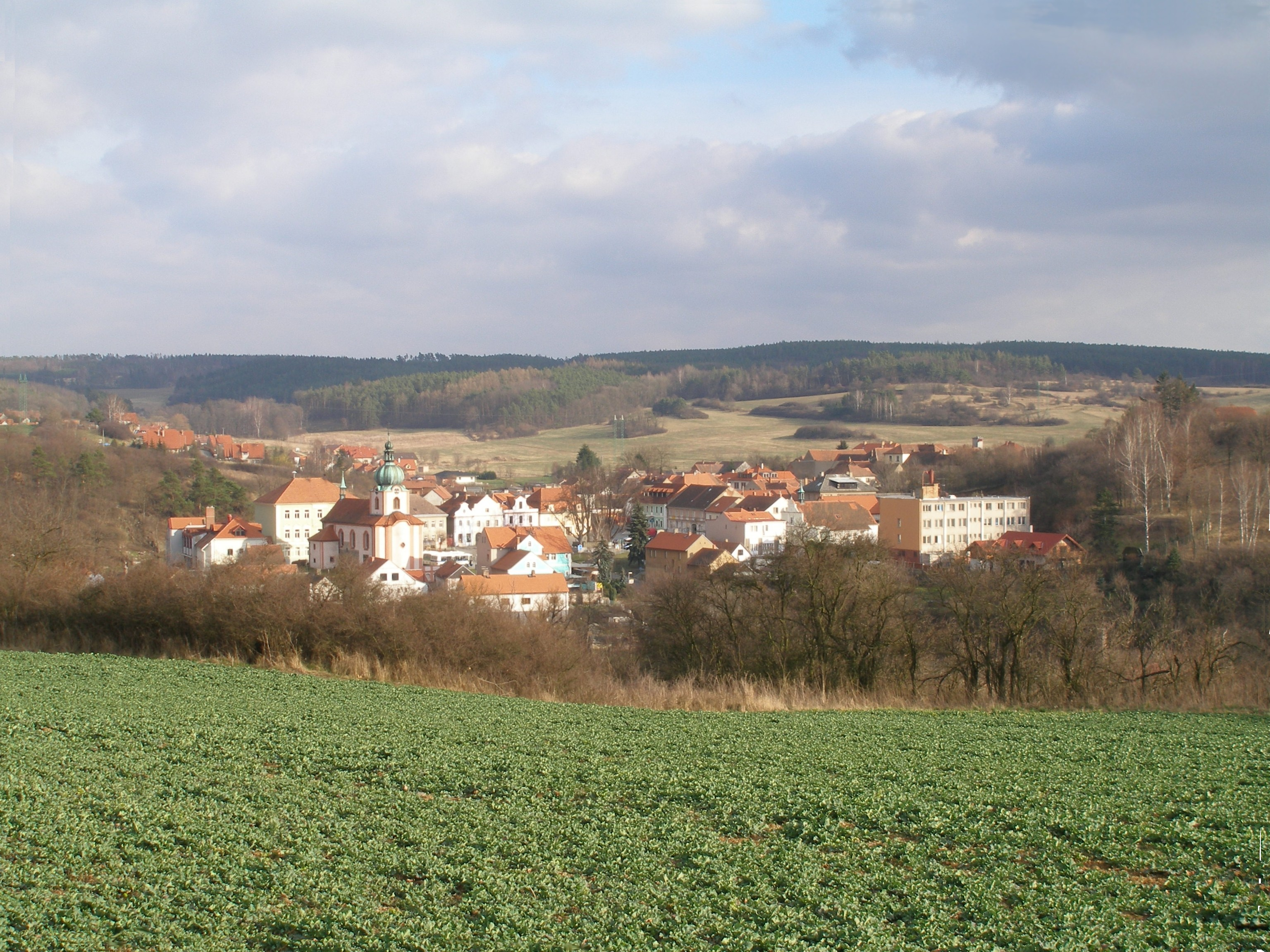

新克寧是捷克的城鎮，位於該國中部，距離多布日什10公里，由中波希米亞州負責管轄，始建於1331年，面積29.61平方公里，海拔高度307米，2005年人口1,779。

## 外部連結
- Municipal website （页面存档备份，存于）